# IQ 151

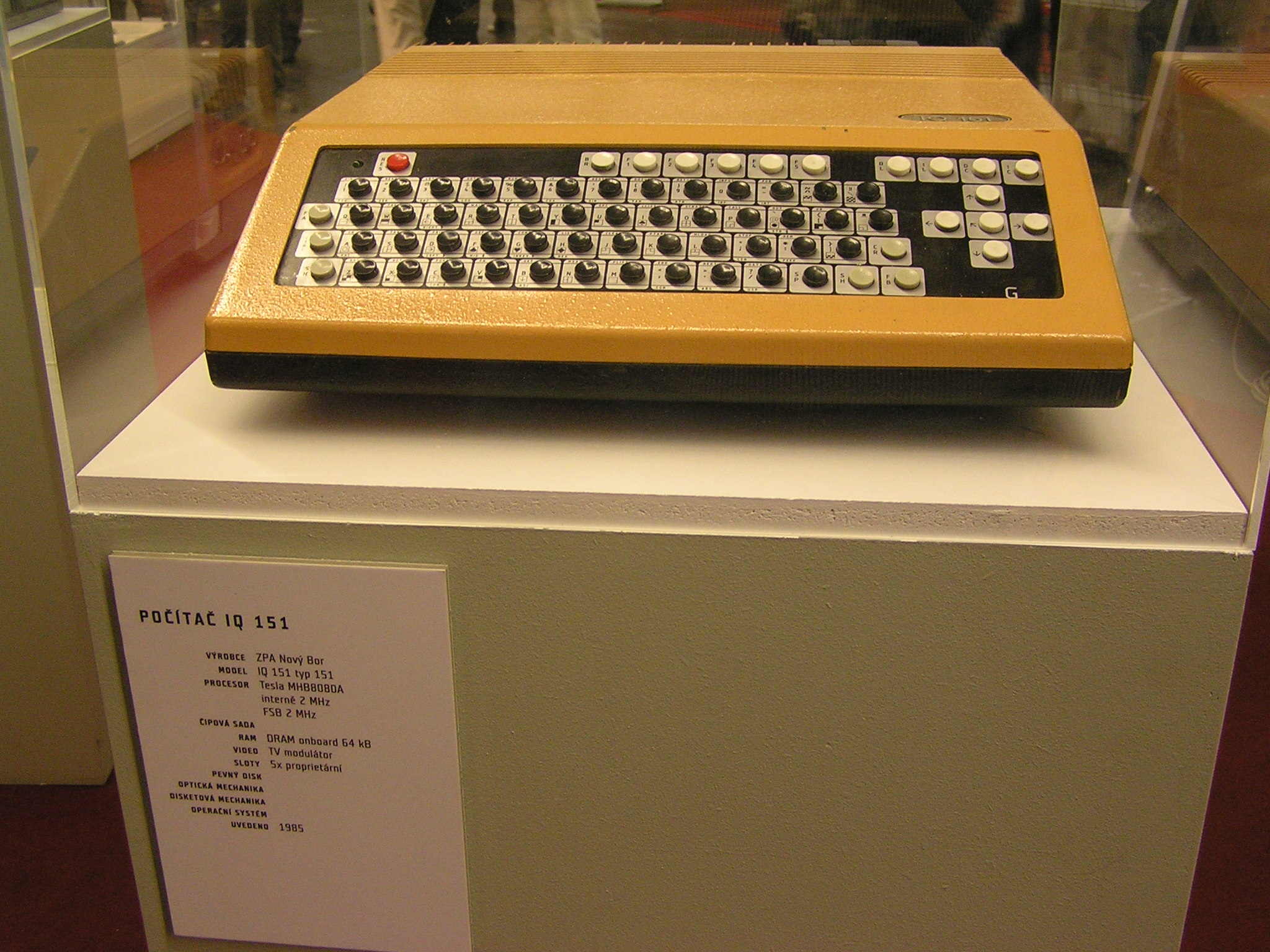
IQ 151 - ordenador con teclado.

IQ 151 era un ordenador personal fabricado por la compañía ZPA Nový Bor de Checoslovaquia, ensamblado con componentes de Checoslovaquia, Estados Unidos y Rusia.
Tenía un procesador Intel 8080 - Tesla MHB8080A / 2 MHz, 32 KB RAM de memoria (más tarde, serían 64 KB) y 4 KB de ROM.
Se usaba tanto en las escuelas, como en las empresas. Los primeros ordenadores de Europa del Este fueron importados desde EE. UU. 
Cuando alguien lo enciende, necesita casi veinte minutos de calentamiento antes poder trabajar con él.
- Datos: Q2606930
- Multimedia: IQ 151 / Q2606930